# Aechmea strobilina
Aechmea strobilina är en gräsväxtart som först beskrevs av Pehr Johan Beurling, och fick sitt nu gällande namn av Lyman Bradford Smith och Robert William Read. Aechmea strobilina ingår i släktet Aechmea och familjen Bromeliaceae. Inga underarter finns listade i Catalogue of Life.